# Jiří Zonyga
Jiří Zonyga (* 7. září 1964 Lanžhot) je český zpěvák a muzikálový herec. Roku 2008 se proslavil jako vítěz prvního českého ročníku soutěže X Factor, když ve finále porazil Ondřeje Rumla.
Původně se vyučil jako dřevorubec, pak dlouhá léta pracoval jako řidič kamionu. Hudbě se od mládí věnoval amatérsky, ale teprve po svém úspěchu v X Factoru se začal zpěvem živit. Vystoupil jako host v několika televizních pořadech a objevil se také v seriálu Modrý kód.
Během uzávěr při pandemii covidu-19 přišel o možnosti výdělku a načas se musel vrátit k profesi řidiče, než se mohl opět živit uměleckou činností.